# Przecieniewicze
Przecieniewicze (biał. Працяневічы; ros. Протеневичи) – wieś na Białorusi, w obwodzie grodzieńskim, w rejonie korelickim, w sielsowiecie Krasna.
W dwudziestoleciu międzywojennym folwark Przecieniewicze leżał w Polsce, w województwie nowogródzkim, w powiecie nowogródzkim. Ostatnim administratorem majątku był Alfons Ostrowski. Aresztowany przez NKWD w październiku 1939 i prawdopodobnie zamordowany w 1940 w Mińsku, w ramach zbrodni katyńskiej.